# 999 Zachia
A 999 Zachia kisbolygó a kisbolygóövben kering. 1923. augusztus 9-én fedezte föl Karl Wilhelm Reinmuth Heidelbergben. A kisbolygó a nevét Zách János Ferenc magyar csillagászról kapta.

## Külső hivatkozások
- Zachia A 999 Zachia kisbolygó a JPL Small-Body adatbázisában